# REEP1
REEP1‏ (Receptor accessory protein 1) هوَ بروتين يُشَفر بواسطة جين REEP1 في الإنسان.